# 霍华德·马克斯
霍华德·马克斯 (英語：Howard Stanley Marks, 1946年4月23日—)是一位美国投资者，企业家和作家。他是橡树资本管理公司的联合创始人兼联席董事长。

## 生平
1946年出生于美国纽约，在皇后区长大。尽管他是犹太家族，但却以基督科学家模式培养成长。 1967年毕业于宾夕法尼亚大学沃顿商学院金融和日本研究专业。23岁获得芝加哥大学工商管理硕士学位。毕业后前往纽约工作，1969年至1978年任职于花旗集团，1978年至1985年担任花旗集团副总裁。1980年代搬迁至洛杉矶。1985年加入TCW集团，1995年和其他五位合伙人成立橡树资本管理。此外他还是特许财务分析师证书持有者和一位作家。

## 管理風格
霍华德·马克斯認為投資群眾之心態會像鐘擺型態擺盪，在樂觀與悲觀間擺盪、在輕信與多疑間擺盪、在害怕錯失機會與害怕虧錢間擺盪，以及在渴望買進與及急躁於賣出間擺盪。鐘擺之擺盪會使群眾於高價買進，並於低價賣出。:132霍华德·马克斯認為與群眾行動一致，後患無窮，於極端情況下採取反向策略，能幫助投資人避開虧損。

## 延伸阅读
- 金融新闻: Oaktree says Europe will be a mess 'for a long time' （页面存档备份，存于）
- Valuewalk Interview (June 2012)

## 著作
- 2011: The Most Important Thing: Uncommon Sense for the Thoughtful Investor[12]
- 2012: The Most Important Thing Illuminated: Uncommon Sense for the Thoughtful Investor[13]
- 2018: Mastering the Market Cycle: Getting the Odds on Your Side[14]